# Shuangjiang

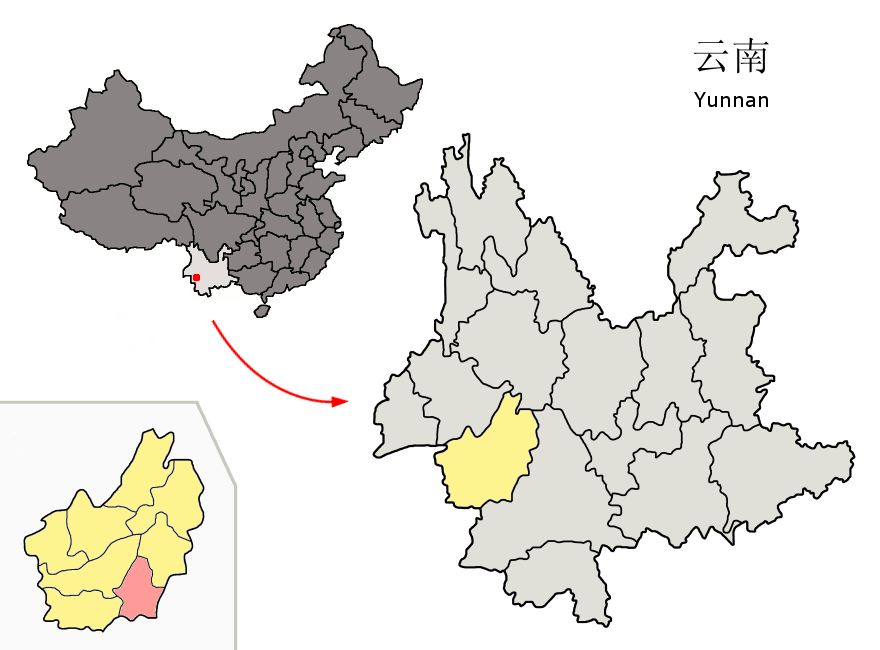
Lage des Kreises Shuangjiang (rosa) in Lincang (gelb)

Der Autonome Kreis Shuangjiang der Lahu, Va, Blang und Dai (双江拉祜族佤族布朗族傣族自治县,  Shuāngjiāng Lāhùzú Wǎzú Bùlǎngzú Dǎizú zìzhìxiàn) ist ein autonomer Kreis der Lahu, Va, Blang und Dai in der chinesischen Provinz Yunnan. Der Kreis gehört zum Verwaltungsgebiet der bezirksfreien Stadt Lincang. Die Fläche beträgt 2.166 Quadratkilometer und die Einwohnerzahl 164.756 (Stand: Zensus 2020). 1999 zählte Shuangjiang 161.216 Einwohner.

## Administrative Gliederung
Auf Gemeindeebene setzt sich der Kreis aus zwei Großgemeinden und vier Gemeinden zusammen. Diese sind:
- Großgemeinde Mengmeng (勐勐镇)
- Großgemeinde Mengku (勐库镇)

- Gemeinde Shahe (沙河乡)
- Gemeinde Dawen (大文乡)
- Gemeinde Mangnuo (忙糯乡)
- Gemeinde Bangbing (邦丙乡)